# Bamra (bướm đêm)
Bamra là một chi bướm đêm thuộc họ Erebidae.

## Các loài
- Bamra acronyctoides
- Bamra albicola (Walker, 1858)
- Bamra cazeti (Mabille, 1893)
- Bamra delicata Hampson, 1922
- Bamra diplostigma
- Bamra discalis
- Bamra exclusa (Leech, 1889)
- Bamra glaucopasta (Bethune-Baker, 1911)
- Bamra jucunda Griveaud & Viette, 1961
- Bamra lepida (Moore, 1867)
- Bamra madagascariensis
- Bamra marmorifera (Walker, 1858)
- Bamra melli
- Bamra mundata (Walker, 1858)
- Bamra myrina
- Bamra sublimis